# Amtsgericht Duisburg-Ruhrort

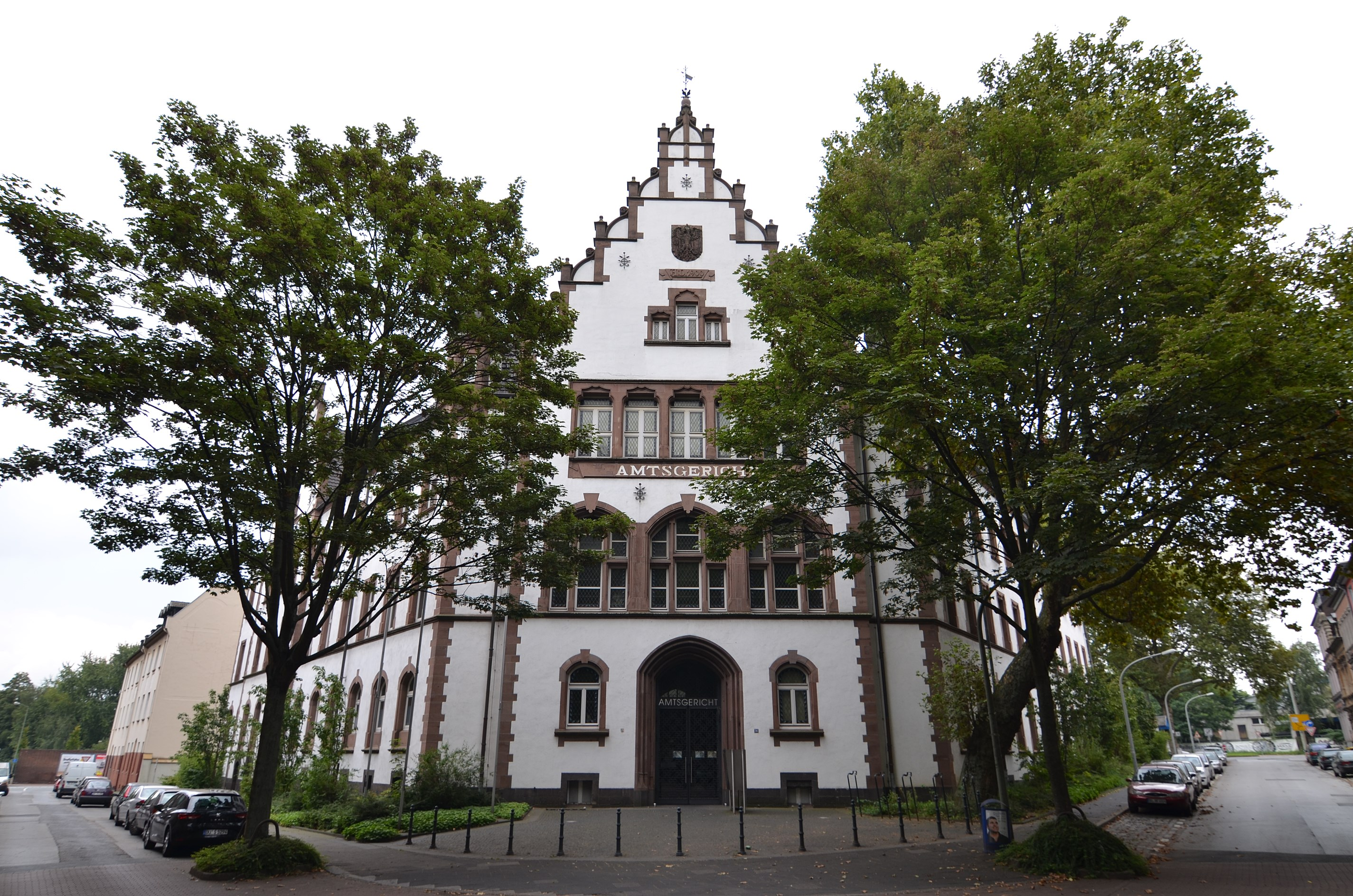
Denkmalgeschütztes Amtsgerichtsgebäude von 1902 in Ruhrort (2014)

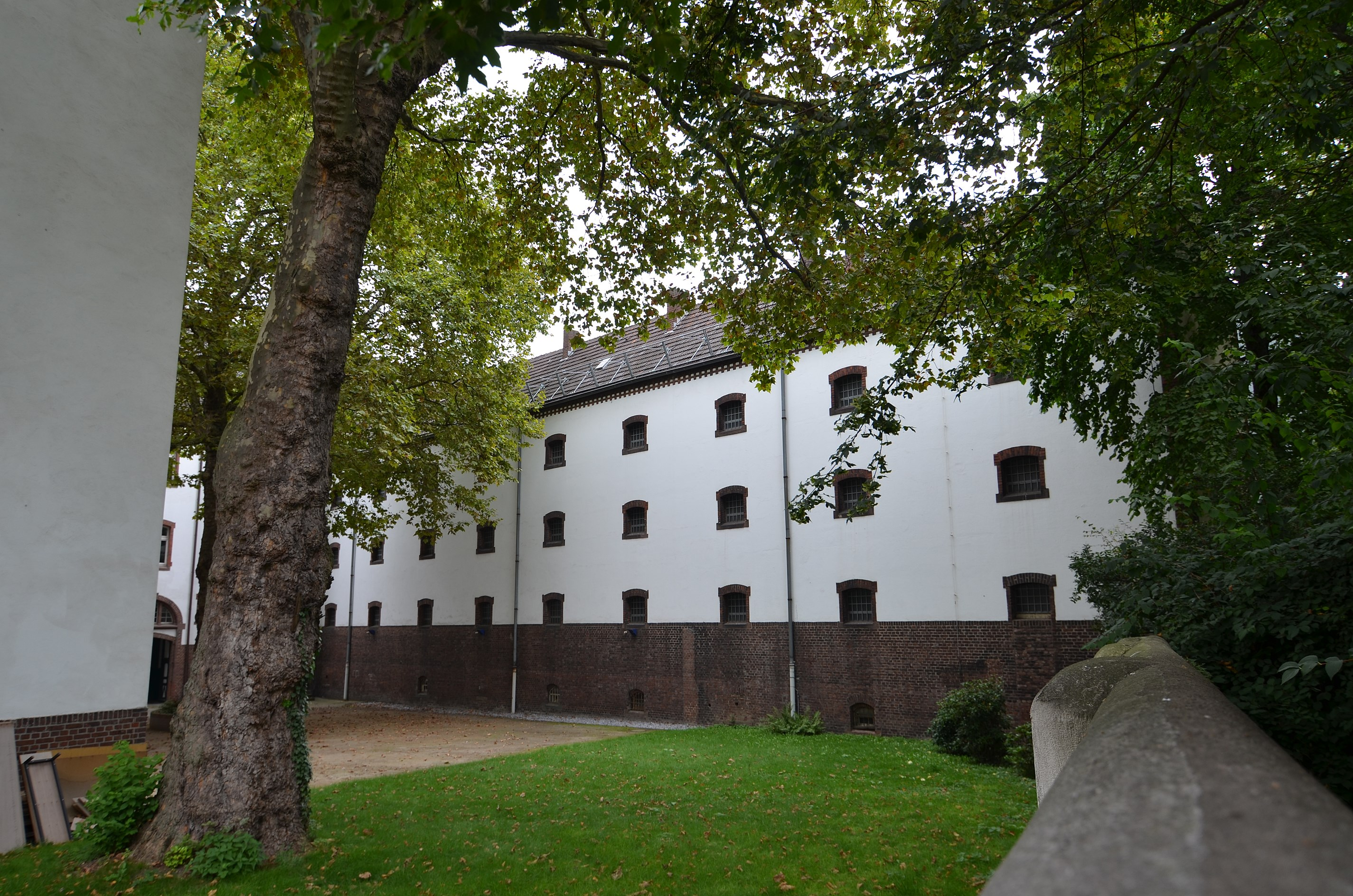
Denkmalgeschützter Gefängnisflügel mit Innenhof (2014)

Das Amtsgericht Duisburg-Ruhrort ist ein Gericht der ordentlichen Gerichtsbarkeit und eines von sieben Amtsgerichten im Bezirk des Landgerichts Duisburg.

## Gerichtssitz und -bezirk
Sitz des Gerichts ist Duisburg-Ruhrort in Nordrhein-Westfalen. Der Gerichtsbezirk umfasst die Stadtbezirke Duisburg-Meiderich-Beeck mit den Stadtteilen Bruckhausen, Beeck, Beeckerwerth, Laar, Untermeiderich, Mittelmeiderich, Obermeiderich sowie Duisburg-Homberg/Ruhrort mit den Stadtteilen Ruhrort, Alt-Homberg, Hochheide, Baerl der kreisfreien Stadt Duisburg.

## Übergeordnete Gerichte
Dem Amtsgericht Duisburg-Ruhrort ist das Landgericht Duisburg übergeordnet. Zuständiges Oberlandesgericht ist das Oberlandesgericht Düsseldorf.
In seiner Eigenschaft als Rheinschifffahrtsgericht ist es direkt dem Rheinschifffahrtsobergericht Köln am Oberlandesgericht Köln unterstellt.